# Classe Darussalam
La classe Darussalam est une classe de quatre patrouilleurs offshore du Brunei construits pour la marine royale du Brunei (malais : Tentera Laut Diraja Brunei, TLDB). Ce sont les navires les plus grands et les plus performants de la marine royale et ceux-ci participent souvent à des exercices navals internationaux.

## Navires de la classe
| N° de fanion | Nom            | MMSI      | ID radio | Constructeur      | Lancement        | Mise en service  | Statut |
| ------------ | -------------- | --------- | -------- | ----------------- | ---------------- | ---------------- | ------ |
| 06           | KDB Darussalam | 508111122 | V8DE     | Lürssen, Vegesack | 12 novembre 2010 | 7 mai 2011       | Actif  |
| 07           | KDB Darulehsan | 508111123 | V8DF     | Lürssen, Vegesack | 12 novembre 2010 | 7 mai 2011       | Actif  |
| 08           | KDB Darulaman  | 508111124 | V8DG     | Lürssen, Vegesack | 26 juin 2009     | 12 août 2011     | Actif  |
| 09           | KDB Daruttaqwa | 508211110 | V8DL     | Lürssen, Vegesack | 24 août 2013     | 8 septembre 2014 | Actif  |